# Le Havre (film)
Le Havre is een Fins-Franse filmkomedie uit 2011 onder regie van Aki Kaurismäki.

## Verhaal
Marcel Max is een voormalige bohemien en auteur in de havenstad Le Havre. Hij leidt er een eenvoudig leven als schoenpoetser. Wanneer zijn vrouw Arletty plotseling ziek wordt, maakt hij kennis met een minderjarige Afrikaanse vluchteling. Samen met enkele buurtbewoners helpt Marcel de vluchteling te verbergen voor de Franse politie. 

## Rolverdeling
- André Wilms: Marcel Marx
- Kati Outinen: Arletty
- Jean-Pierre Darroussin: Commissaris Monet
- Blondin Miguel: Idrissa
- Elina Salo: Claire
- Evelyne Didi: Yvette
- Quốc Dũng Nguyễn: Chang
- François Monnié: Kruidenier
- Roberto Piazza: Little Bob
- Pierre Étaix: Dokter Becker
- Jean-Pierre Léaud: Verklikker